# Георге Флореску
Гео́рге Міха́й Флоре́ску (рум. Gheorghe Mihai Florescu; нар. 21 травня 1984 року, Клуж-Напока, Румунія) — румунський футболіст, півзахисник «Астри».

## Біографія

### Клубна кар'єра

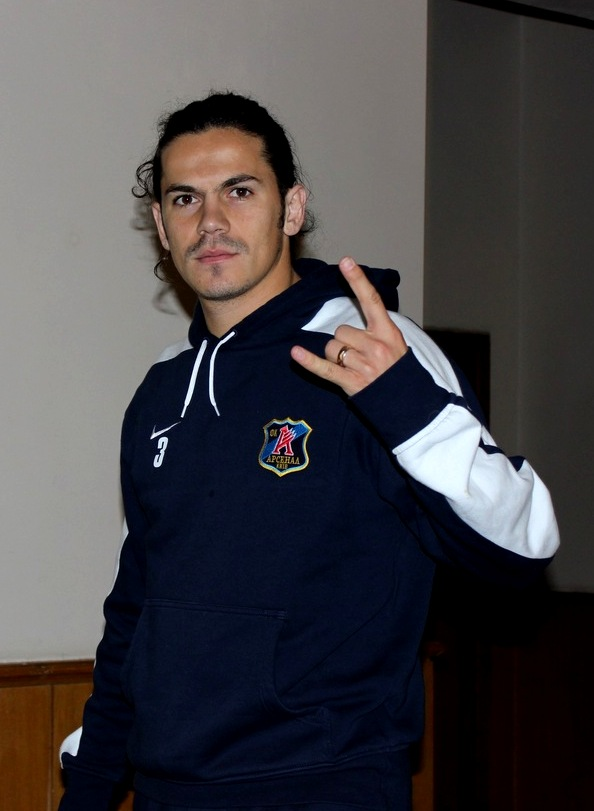
Флореску у складі київського «Арсеналу»

Уродженець міста Клуж-Напока. Вихованець футбольної школи «Університаті». Після закінчення школи, в 17-річному віці почав виступати за першу команду. У першому сезоні провів три матчі, забив один гол. У  сезоні 2002–2003 в 11 іграх відзначився 9 м'ячами. А наступний сезон він провів уже в ролі основного півзахисника «Університаті».
У червні 2004 року разом з Резваном Кочишем перейшов в найсильніший клуб Молдави — тираспольський « Шериф». За повідомленнями румунських газет, трансфер двох румунських футболістів був зареєстрований у вигляді спонсорської допомоги «Шерифу» з боку відомої молдавської фірми «Біонтос», яка займається продажем фруктів і овочів і є головним спонсором клубу. За перехід футболістів було сплачено 500 000 доларів готівкою, але при цьому  «Університатя» отримала тільки 450 тисяч, а решту 50 тисяч повинні були за умовами трансферу отримати самі футболісти. Однак, ні Кочиш, ні Флореску не отримували ніяких грошей. У складі «Шерифа» Георге став дворазовим  чемпіоном країни. У 2006 році в складі своєї команди брав участь у матчах 2-го кваліфікаційного раунду Ліги чемпіонів проти  московського «Спартака». 
В кінці серпня 2006 року перейшов за мільйон доларів в московське «Торпедо». У складі москвичів зіграв 45 ігор, 10 з яких в Прем'єр-лізі, забив 9 м'ячів, все в першому дивізіоні .
У січні 2008 року перейшов у  данський «Мідт'юлланд». Де став основним гравцем. З 2010 року на правах оренди грав в «Аланії». У клубі дебютував 3 квітня в матчі 4-го туру проти махачкалинського «Анжі» (0:2).
5 серпня 2010 року підписав контракт з «Аланією» і офіційно став футболістом владикавказького клубу, а 15 березня 2011 року покинув «Аланію».
12 липня підписав контракт з київським «Арсеналом». Поступово Георге став основним гравцем команди і навіть 2012 року допоміг клубу вперше в історії вийти до єврокубків.
На початку 2013 року в зв'язку з фінансовими проблемами в «Арсеналі», клуб змушений був відпустити більшість високооплачуваних футболістів, у тому числі й Флореску, який як вільний агент повернувся на Батьківщину, підписавши контракт з «Астрою»..

### Збірна
З 2003 по 2006 рік грав у складі молодіжної збірної країни, за яку провів 11 матчів і забив 4 голи. 
У жовтні 2006 року футболіст заявив, що хоче змінити громадянство і виступати за збірну Молдови. Своє рішення він пояснив тим, що дуже розчарований тим, що після переїзду з Тирасполя в Москву ніхто з румунської федерації не спілкувався з ним. Але Флореску був уже заграний за молодіжну збірну Румунії і за новими правилами ФІФА практично не мав шансів виступати за збірну іншої країни. У січні 2010 року новий головний тренер збірної Молдавії Габі Балінт на прес-конференції заявив, що хоче натуралізувати деяких футболістів, серед яких і Флореску. Також він хотів зробити йому подвійне громадянство, щоб можна було виступати за нову збірну без проблем. Однак незабаром Георге сам заявив, що хоче грати лише за Румунію. 
Дебютував за  збірну Румунії Флореску 3 березня 2010 року в грі проти  Ізраїлю і був обсвистаний уболівальниками. З того часу періодично викликається до складу збірної.

## Досягнення
«Шериф»:
- Чемпіон Молдови: 2004/05, 2005/06
- Володар кубка Молдови: 2005/06
- Володар суперкубка Молдови: 2004, 2005

 «Мідтьюлланд»:
- Срібний призер чемпіонату Данії: 2007/08

 «Аланія»:
- Фіналіст кубка Росії: 2010/11